# Wabu Hu
Wabu Hu är en sjö i Kina. Den ligger i provinsen Anhui, i den östra delen av landet, omkring 68 kilometer nordväst om provinshuvudstaden Hefei. Wabu Hu ligger 16 meter över havet. Arean är 142 kvadratkilometer. Den sträcker sig 36,1 kilometer i nord-sydlig riktning, och 21,0 kilometer i öst-västlig riktning.
Genomsnittlig årsnederbörd är 1 165 millimeter. Den regnigaste månaden är augusti, med i genomsnitt 190 mm nederbörd, och den torraste är december, med 20 mm nederbörd.